# Chromoeme
Chromoeme is een kevergeslacht uit de familie van de boktorren (Cerambycidae). De wetenschappelijke naam van het geslacht werd voor het eerst geldig gepubliceerd in 1967 door Chemsak & Linsley.

## Soorten
Chromoeme is monotypisch en omvat slechts de volgende soort:
- Chromoeme angustissima (Buquet, 1857)